# Offensiva Iași-Kišinëv
L'offensiva Iași-Kišinëv (in russo Ясско-Кишинёвская операция?, Jassko-Kišinëvskaja operacija) fu un grande attacco dell'Armata Rossa sferrato contro le armate tedesco-rumene schierate in difesa della Romania che ebbe inizio il 20 agosto 1944 sul Fronte orientale durante la seconda guerra mondiale.
L'offensiva, iniziata dopo una pausa delle operazioni di oltre tre mesi seguita alla stabilizzazione del fronte nell'aprile 1944, colse di sorpresa l'alto comando tedesco-rumeno e raggiunse in pochi giorni il completo successo, accerchiando gran parte delle forze della Wehrmacht e dell'esercito rumeno e consentendo alle unità corazzate sovietiche di avanzare in profondità. Entro la prima settimana di settembre le truppe tedesche accerchiate furono distrutte.
La pesante sconfitta e l'imminente invasione del paese spinsero l'opposizione politica rumena a destituire il dittatore Ion Antonescu con l'immediato cambio di schieramento della Romania che dichiarò guerra alla Germania nazista e collaborò subito militarmente con l'Armata Rossa favorendo l'avanzata sovietica e contribuendo alle successive battaglie in Ungheria.

## La Romania in guerra
La catastrofe di Stalingrado, che aveva coinvolto gran parte delle armate dell'esercito rumeno partecipanti alla guerra sul Fronte orientale, aveva provocato grande preoccupazione nei circoli dirigenti politici e militari della Romania. Le perdite subite erano state pesantissime e gran parte delle forze operative rumene erano state distrutte dall'Armata Rossa; erano caduti prigionieri decine di migliaia di soldati. La diplomazie rumena e le correnti politiche conservatrici, che all'inizio dell'operazione Barbarossa, pur estromesse dal potere dalla dittatura militare del maresciallo Ion Antonescu, avevano sostanzialmente approvato i piani imperialistici verso le terre sovietiche almeno fino a Odessa, nel 1943 avevano cercato di prendere contatti segreti con le potenze anglosassoni nel tentativo di ottenere il loro intervento militare in Romania e concludere un armistizio separato che escludesse l'Unione Sovietica e protegesse la Romania dalla temuta invasione dell'Armata Rossa.

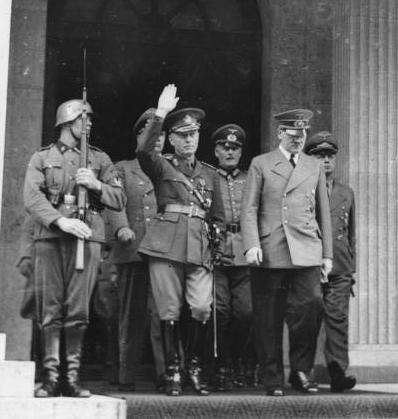
Il maresciallo Ion Antonescu (al centro) insieme ad Adolf Hitler nel 1941.

All'inizio del 1944, la dittatura militare del maresciallo Antonescu aveva perso ormai gran parte del suo potere; essa costituiva inoltre un grande ostacolo per ogni trattativa con gli anglo-americani; in Romania sussistevano tuttavia altri centri di potere che avrebbero potuto entrare in azione; in primo luogo la monarchia guidata dal giovane re Michele, poi i partiti liberale e contadino di Dinu Brătianu e Iuliu Maniu. I nuovi tentativi di entrare in collegamento con gli Alleati occidentali, da parte degli ambasciatori rumeni in Turchia, Svezia e Spagna, e poi da parte di due emissari segreti di Maniu al Il Cairo, non ebbero successo. Gli anglo-americani affermarono chiaramente che ogni trattativa di armistizio per la Romania avrebbe dovuto iniziare con un accordo preliminare con l'Unione Sovietica.
In Romania, nonostante la dittatura, era rimasto attivo in clandestinità il partito comunista che era stato perseguitato per anni e i cui capi erano stati ricercati e arrestati; fino al 1943 erano falliti i tentativi di organizzare un amovimento unito nazionale antifascista. Le cose cambiarono nella primavera 1944 con l'arrivo delle truppe sovietiche al confine della Romania dopo le travolgenti vittorie del maresciallo Ivan Konev nell'offensiva Uman'-Botoșani e del generale Rodion Malinovskij nell'offensiva di Odessa; i comunisti e i socialisti organizzarono un "Fronte unico operaio" e subito dopo si costituì un "Fronte nazionale" che comprendeva anche un gruppo dissidente liberale guidato da Gheorghe Tătărescu. Si ebbero anche i primi contatti tra militari, la monarchia e i comunisti. Le dichiarazioni di Vjačeslav Molotov del 2 aprile 1944, alla vigilia dell'arrivo dell'Armata Rossa al confine rumeno, che affermavano che l'Unione Sovietica non intendeva annettere territori della Romania né cambiare il suo ordine sociale, favorirono un avvicinamento tra i social-comunisti e il gruppo di Maniu che dichiarò ai suoi contatti anglo-americani che su queste basi sarebbe stato possibile trovare un accordo rumeno-sovietico. Nel giugno 1944 si giunse ad un accordo tra il gruppo di Maniu e Brătianu e i social-comunisti; venne costituito un cosiddettò "Blocco nazionale", che in collegamento con il re e alcuni alti ufficiali, iniziò i preparativi per la cospirazione contro il maresciallo Antonescu.
Nel frattempo la situazione generale della Romania, alleata della Germania nazista, diveniva sempre più critica; l'economia era indebolità dalle enormi spese di guerra e dai bombardamenti alleati sui centri industriali, la popolazione era in misura crescente contraria alla guerra e alle sue sofferenze, erano presenti fenomeni di opposizione, sabotaggio e renitenza alla leva. L'esercito era indebolito e le truppe manifestavano demoralizzazione; il 16 luglio 1944 il maresciallo Antonescu diramò una direttiva draconiana in cui ordinava misure repressive terroristiche contro i disertori e le loro famiglie. Il maresciallo Antonescu era informato dei sondaggi diplomatici in corso; egli tuttavia respingeva ogni ipotesi di abbandonare l'alleanza con il Terzo Reich e continuava a mostrare grande fedeltà ad Adolf Hitler e piena fiducia nella forza della Wehrmacht che costituiva la principale difesa per il suo regime. Le proposte sovietiche del 12 aprile 1944 su sei condizioni per l'armistizio vennero quindi ufficialmente respinte dal governo rumeno e l'esercito, pur con crescenti fenomeni di disaffezione, rimase a fianco dei tedeschi. Sembra che invece il maresciallo Antonescu non avesse informazioni sulla costituzione di un blocco politico di opposizione che, in collegamento con il re, avrebbe potuto minacciare il suo potere; egli mostrò estrema fiducia sulla fedeltà dell'esercito in un colloquio con il generale Heinz Guderian, senza comprendere come in realtà le forze armate fossero prima di tutto legate dal giuramento di fedeltà al re.

## Situazione strategica nell'estate 1944

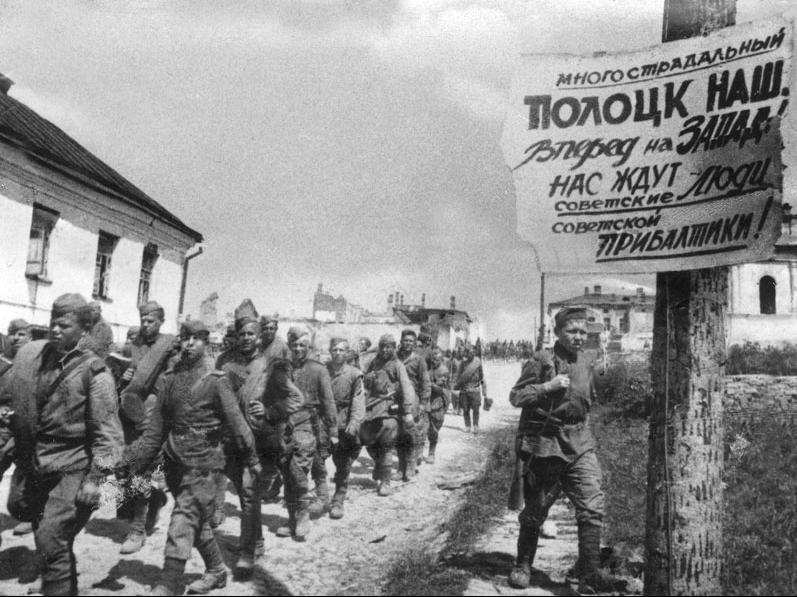
Le colonne dell'Armata Rossa marciano verso ovest durante l'offensiva dell'estate 1944

Il 26 marzo 1944 le truppe del 2º Fronte ucraino del maresciallo Ivan Konev avevano raggiunto per la prima volta il confine della Romania di prima della guerra lungo un tratto di 85 chilometri lungo il fiume Prut; la notizia era stata accolta con euforia in Unione Sovietica e salutata dalle salve dell'artiglieria a Mosca. Questo evento simbolico coronava la grande vittoria delle armate del maresciallo Konev che, nonostante le difficoltà logistiche causate dal disgelo primaverile, erano avanzate per 400 chilometri e avevano superato il Bug, il Dniestr e il Prut sbaragliando le difese tedesche. Di fronte al pericolo di un'irruzione immediata sovietica in Romania l'alto comando tedesco aveva fatto intervenire importanti riserve, tra cui quattro Panzerdivision e la 4ª Armata rumena, con le quali nella seconda metà di aprile era riuscito finalmente a stabilizzare il fronte tra i passi dei Carpazi e la linea da Pașcani al nord di Iași.. Inoltre le armate del 2º Fronte ucraino furono anche contrastate da una parte della 6. Armee tedesca che ripiegava verso il Dniest di fronte all'offensiva del 3º Fronte ucraino del generale Rodion Malinovskij; sei divisioni tedesche organizzarono una linea difensiva a protezione di Kišinev. Il 2° Fronte ucraino quindi riuscì ancora ad occupare le importanti città di Botoșani, Rădăuți-Prut e Feliceni, ma, ormai molto logorato dalla lunga avanzata, dovette arrestarsi sulla linea Pașcani, Orhei, Dubăsari.

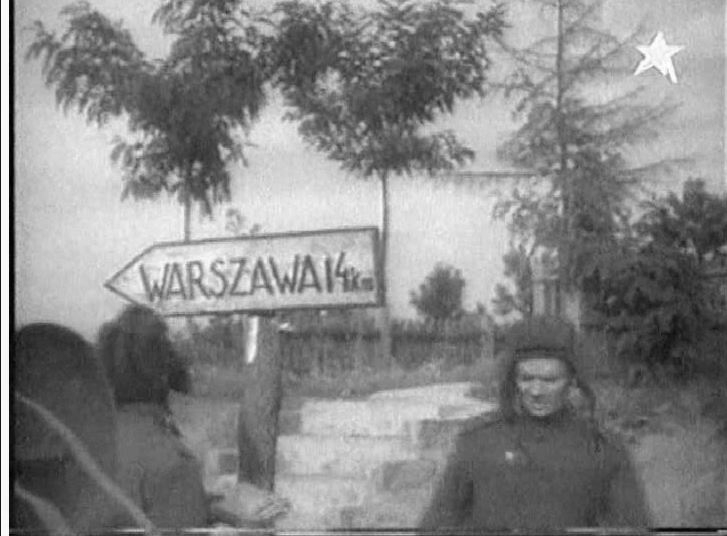
Il 30 luglio 1944 I carristi dell'Armata Rossa sono a 14 chilometri da Varsavia

In questa fase l'alto comando tedesco riuscì a contrastare, grazie all'intervento anche della 3ª Armata rumena, l'avanzata del 3º Fronte ucraino che, dopo la liberazione di Odessa, si collegò con la sua ala destra con le armate del maresciallo Konev e quindi occupò Tiraspol e Grigoriopol, costituendo importanti teste di ponte sul Dniestr. Il 16 aprile 1944 Stalin in persona accolse le proposte dei suoi generali e ordinò la temporanea sospensione delle operazioni offensive attive nel settore meridionale del Fronte orientale, a parte la grande battaglia in corso per la liberazione della Crimea. 
Nel giugno 1944, alla vigilia dell'inizio del nuovo ciclo di grandi offensive estive dell'Armata Rossa, il Gruppo d'armate Ucraina Sud, passato al comando del generale Johannes Friessner dopo il trasferimento del generale Ferdinand Schörner alla guida del Gruppo d'armate Nord, difendeva quindi la Romania lungo un fronte di 645 chilometri di lunghezza, tra i Carpazi e la foce del Dniestr, con 33 divisioni tedesche e 23 divisioni rumene; erano disponibili notevoli riserve mobili con nove Panzerdivision e divisioni Panzergrenadier. Questo solido schieramento di truppe tuttavia sarebbe stato disastrosamente indebolito a seguito degli sviluppi della situazione complessiva della Wehrmacht sul Fronte orientale a partire dal 22 giugno 1944, giorno di inizio della grande operazione Bagration in Bielorussia.
La Wehrmacht tedesca subì una serie di gravi sconfitte all'inizio dell'estate 1944; dopo il crollo del Gruppo d'armate Centro e la caduta di Minsk il 3 luglio, l'offensiva Leopoli-Sandomierz, iniziata il 13 luglio, permise alle unità corazzate dell'Armata Rossa di marciare fino alla line della Vistola, infine dal 18 luglio i sovietici diedero inizio all'offensiva Lublino-Brest che provocò una nuova disfatta tedesca con l'avanzata del 1º Fronte bielorusso fino alle porte di Varsavia. Queste pesanti sconfitte costarono fortissime partite all'esercito tedesco e sembrarono aprire all'Armata Rossa le porte per la Germania orientale e per i Paesi Baltici con conseguenze potenzialmente decisive per l'esito finale della guerra. L'alto comando tedesco prese provvedimenti d'emergenza per evitare una catastrofe strategica irreversibile e quindi una serie di divisioni di rinforzo vennero trasferite nei punti critici per cercare di stabilizzare la situazione. Il Gruppo d'armate Ucraina Sud dovette cedere sette divisioni fanteria e sei Panzerdivision, tra cui la 3. SS-Panzerdivision "Totenkopf" e la Panzergrenadier-Division Großdeutschland. Questi rinforzi permisero alla Wehrmacht di contrattaccare sulla linea della Vistola per contenere le teste di ponte sovietiche, di riaprire le comunicazioni con il Gruppo d'armate Nord nei Paesi Baltici e soprattutto di fermare e respingere dal 1º agosto 1944 i carri armati sovietici alle porte di Varsavia. Tuttavia il Gruppo d'armate Ucraina Nord del generale Friessner fu fortemente indebolito dopo questi trasferimenti di preziose riserve meccanizzate e divenne particolarmente vulnerabile alla vigilia della nuova offensiva dell'Armata Rossa.

## La battaglia

### Piani e preparativi

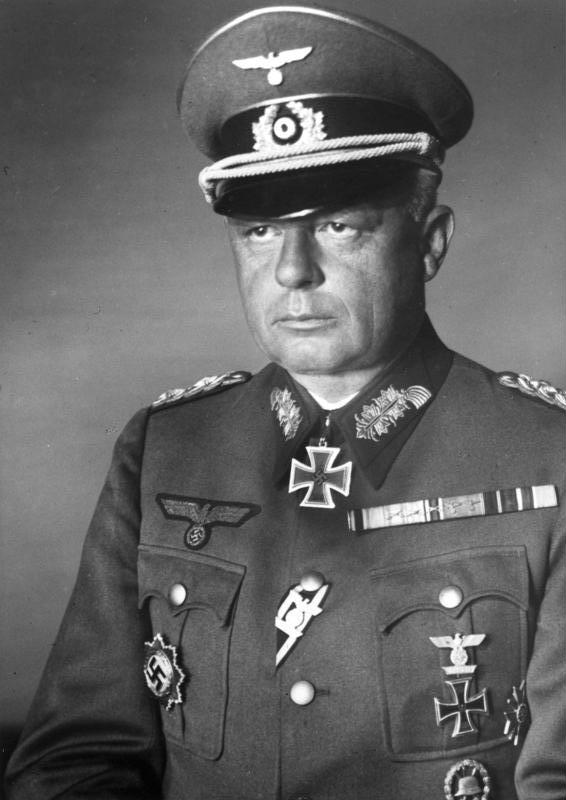
Il generale Johannes Friessner, comandante del Gruppo d'armate Ucraina Sud.

Il Gruppo d'armate Ucraina Sud aveva quindi dovuto trasferire la maggior parte delle sue formazioni mobili a causa dell'aggravarsi della situazione della Wehrmacht negli altri settori del Fronte orientale, e alla vigilia dell'offensiva sovietica disponeva in totale di 52 divisioni di cui 24 divisioni tedesche, tra cui però c'erano solo quattro divisioni corazzate o meccanizzate, compresa la Divisione corazzata rumena. Nonostante l'indebolimento generale delle sue forze, tuttavia il Gruppo d'armate Ucraina Sud aveva cercato di rinforzare le sue difese organizzando due linee fortificate lungo il Seret e il Prut e costituendo posizioni difensive nelle città più importanti del fronte. Il generale Friessner aveva suddiviso le sue forze in due raggruppamenti tattici: il "Gruppo Wöhler", al comando del generale Otto Wöhler, con la 8. Armee tedesca, la 4ª Armata rumena e il XVII Corpo d'armata tedesco che erano schierati su una linea di 270 chilometri sull'ala sinistra del Gruppo d'armate; il "Gruppo Dumitrescu", al comando del generale Petre Dumitrescu, che occupava un fronte di 310 chilometri sull'ala destra con la 6. Armee tedesca del generale Maximilian Fretter-Pico e la 3ª Armata rumena.
La 6. Armee tedesca schierava quattordici divisioni tedesche e una divisione rumena nel settore più importante al centro compreso tra Iași e Kišinëv, mentre sull'ala sinistra il generale Wöhler sbarrava, con quattordici divisioni rumene e sette divisioni tedesche, la direttrice verso l'importantissimo varco di Focșani, e all'ala destra la 3ª Armata rumena, rinforzata da una divisione tedesca, difendeva il basso corso e la foce del Dniestr. Il generale Friessner riteneva che fosse essenziale difendere il settore di Kišinëv; egli aveva anche rinforzato il settore di Tiraspol, dove i sovietici disponevano di una pericolosa testa di ponte; questo dispositivo tattico che schierava le divisioni tedesche migliori all'apice di un saliente, esponeva al rischio di un attacco nemico a tenaglia sulle due ali, difese prevalentemente da formazioni rumene meno efficienti. Nel complesso il Gruppo d'armate Ucraina Sud del generale Friessner disponeva di 643 000 soldati di prima linea con 7 618 cannoni e mortai, 404 mezzi corazzati e 810 aerei; queste truppe non erano le sole forze tedesco-rumene disponibili nel teatro bellico; oltre a queste formazioni principali, erano presenti in territorio rumeno anche quattro divisioni rumene della 1ª Armata, le forze rumene del presidio di Bucarest, e oltre 57 000 soldati tedeschi della Feldgendarmerie, delle SS e della difesa antiaerea.
Nonostante la perdita di alcune delle divisioni migliori, in realtà l'alto comando del Gruppo d'armate Ucraina Sud per molte settimane non sembrò eccessivamente preoccupato e ritenne al contrario che, a causa del grande spiegamento di forze dell'Armata Rossa per le sue offensive in Bielorussia, nei Paesi Baltici e in Polonia, fosse poco probabile una nuova offensiva sovietica nel settore rumeno. I generali tedeschi quindi considerarono fino a pochi giorni prima dell'attacco, "improbabile" una offensiva nemica sul fronte rumeno e ritennero che le informazioni sul trasferimento di forze sovietiche verso i settori centrali del Fronte orientale confermassero che l'Armata Rossa aveva "rinunciato all'operazione balcanica". Solo il 16 agosto e, con più precisione il 18 agosto, due giorni prima dell'inizio dell'offensiva, il servizio informazioni del Gruppo d'armate Ucraina Sud, riferì per la prima volta che c'erano segni che i sovietici stessero preparando un attacco tra il Prut e Târgu Frumos contro le truppe del "Gruppo Wöhler"; venne invece ritenuto minore il pericolo di un attacco in forze contro il "Gruppo Dumitrescu". In realtà sembra che i dirigenti rumeni fossero meno ottimisti dell'alto comando tedesco sull'andamento della guerra; il 5 agosto 1944, nel corso del suo ultimo incontro con Hitler, il maresciallo Antonescu giunse al punto di proporre un ampio arretramento strategico del fronte fino alla linea Galați-riva destra del Seret-cresta dei Carpazi, evacuando il pericoloso saliente di Kišinëv che si prestava ad un attacco sovietico a tenaglia.
Nel corso del lungo colloquio a Rastenburg con il maresciallo Antonescu, Hitler cercò di dare assicurazioni e di consolidare la fiducia del capo di stato rumeno, affermando di avere in preparazione nuovi carri armati e cannoni; egli parlò anche di un nuovo esplosivo "in fase sperimentale". Il Führer confermò la sua fiducia nella vittoria e affermò che le sconfitte in Ucraina, Crimea e Bielorussia erano state causate dai "traditori" filosovietici presenti nello stato maggiore tedesco. Il maresciallo Antonescu, pur irritato e preoccupato, confermò al dittatore tedesco la sua fedeltà all'alleanza con la Germania nazista. Hitler tuttavia deve aver temuto una cospirazione contro il maresciallo perché nel momento del congedo lo sollecitò con tono eccitato ad evitare contatti con il re Michele e gli disse di "non entrare da solo nel castello del re". In realtà tra i dirigenti della Germania nazista esisteva una notevole discordanza di opinioni riguardo la solidità del regime del maresciallo Antonescu e quindi la fedeltà rumena all'alleanza; mentre il 3 agosto il generale Friessner aveva riferito della debolezza delle truppe rumene e della dubbia affidabilità dei loro capi, il rappresentante militare tedesco in Romania, generale Erick-Oskar Hansen, e l'ambasciatore tedesco a Bucarest, Manfred von Killinger, al contrario avevano assicurato sulla solidità dell'esercito rumeno e sulla assoluta fedeltà di re Michele all'alleanza con la Germania. Di fronte a questa discordanza di opinioni tra i massimi rappresentati politico-militari del Terzo Reich, la dirigenza tedesca, nonostante i presentimenti di Hitler, non prese misure preventive di pianificazione e organizzazione per fronteggiare una eventuale defezione della Romania.

Il maresciallo Semën Timošenko, rappresentante dello Stavka nel settore del 2º e del 3º Fronte ucraino.

Nel mese di maggio 1944 il generale Rodion Malinovskij aveva preso il comando del 2º Fronte ucraino in sostituzione del maresciallo Ivan Konev che era passato alla guida del 1º Fronte ucraino, impegnato a pianificare la grande offensiva verso Leopoli; a sua volta il comando del 3º Fronte ucraino era stato assunto dal generale Fëdor Ivanovič Tolbuchin che aveva appena completato la liberazione della Crimea. Questi cambiamenti della catena di comando dell'Armata Rossa nel settore meridionale del Fronte orientale inizialmente non si erano accompagnati a variazioni della pianificazione dello Stavka che, interamente concentrato ad organizzare l'offensiva in Bielorussia e Polonia, aveva prescritto ai generale Malinovskij e Tolbuchin di rimanere sulla difensiva; il 2º e il 3º Fronte ucraino avevano anche dovuto cedere una parte delle loro forze migliori, la 2ª Armata corazzata, la 5ª Armata corazzata della Guardia, la 5ª Armata della Guardia e la famosa 8ª Armata della Guardia. La situazione cambiò completamente dopo l'importante riunione dello Stavka del 7 luglio 1944; in questa occasione Stalin respinse le proposte del maresciallo Georgij Žukov per una grandiosa offensiva in direzione del Mar Baltico per tagliare fuori completamente Paesi Baltici e Prussia orientale, confermò il piano di attacco del maresciallo Konev verso Leopoli e soprattutto richiese di iniziare la pianificazione e l'organizzazione di una grande offensiva sul fronte della Romania. Il dittatore sovietico evidenziò con i suoi generali soprattutto le esigenze politiche di questa offensiva: Stalin riteneva essenziale irrompere al più presto nei Balcani e anticipare i possibili e ben noti "piani balcanici" di Winston Churchill che avrebbero potuto ostacolare i programmi sovietici nella regione e favorire la ricostituzione di un blocco di nazioni ostili all'Unione Sovietica.

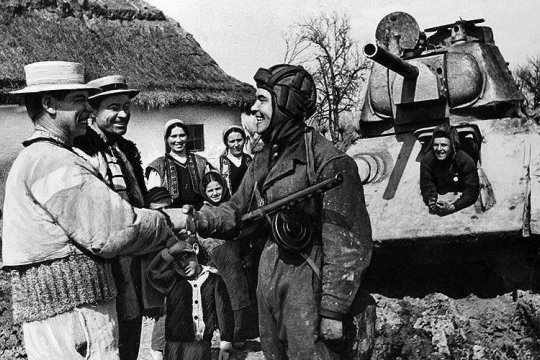
Carristi sovietici accolti dalla popolazione rumena.

I generali Malinovskij e Tolbuchin non erano presenti alla riunione dello Stavka del 7 luglio; essi vennero allertati solo il 15 luglio da una comunicazione telefonica del vice capo di stato maggiore generale Aleksej Antonov in cui l'alto ufficiale diede istruzioni di iniziare rapidamente la pianificazione e l'organizzazione di una grande offensiva contro il fronte rumeno con l'obiettivo di distruggere completamente il Gruppo d'armate Ucraina Sud. I generali Malinovskij e Tolbuchin quindi diedero inizio allo studio dettagliato dell'operazione e all'esame dei concreti problemi tattici e il 31 luglio vennero entrambi convocati a Mosca per illustrare i loro piani direttamente allo Stavka. Fu in questa occasione che i piani vennero esaminati a fondo e approvati da Stalin e dall'alto comando sovietico, e il 2 agosto lo Stavka diramò una grande direttiva strategica che delineava le direttrici d'attacco in linea con le proposte dei generali Malinovskij e Tolbuchin. Le istruzioni dell'alto comando sovietico prevedevano la distruzione, attraverso una manovra a tenaglia, delle forze tedesco-rumene nel settore Iași-Kišinëv-Bendery, con un'avanzata iniziale fino alla linea Bacău-Leova e poi fino a Focșani, Galați e Izmaïl. Il generale Malinovskij avrebbe dovuto attaccare con tre armate e la 6ª Armata corazzata fino a Bacău, Vaslui e Huși, conquistare i passaggi sul Prut e collegarsi con le armate del generale Tolbuchin, tagliando le vie di comunicazione e accerchiando il raggruppamento tedesco di Kišinëv. Dopo aver completato la manovra d'accerchiamento il 2º Fronte ucraino avrebbe proseguito verso Focșani. Il generale Tolbuchin invece avrebbe attaccato partendo dalla piccola testa di ponte sul Dniestr, a sud di Tiraspol, di Kitskan; lo Stavka aveva infatti approvato il piano del comandante del 3º Fronte ucraino che aveva ritenuto troppo difficoltoso un attacco diretto nel settore fortificato di Kišinëv. Il 3º Fronte ucraino da Kitskan sarebbe avanzato verso Opaci, Selemet e Huși dove si sarebbe collegato con le armate del generale Malinovskij; in un secondo tempo il generale Tolbuchin avrebbe marciato su Reni e Izmaïl per intercettare le vie di ritirata tedesche verso il Prut e il Danubio. Per coordinare un piano così complesso, esteso su un territorio vasto e difficile, lo Stavka inviò come suo rappresentante l'esperto maresciallo Semën Timošenko che ritornò in attività al fronte con un incarico importante, dopo il difficile periodo di comando del 1941-42.

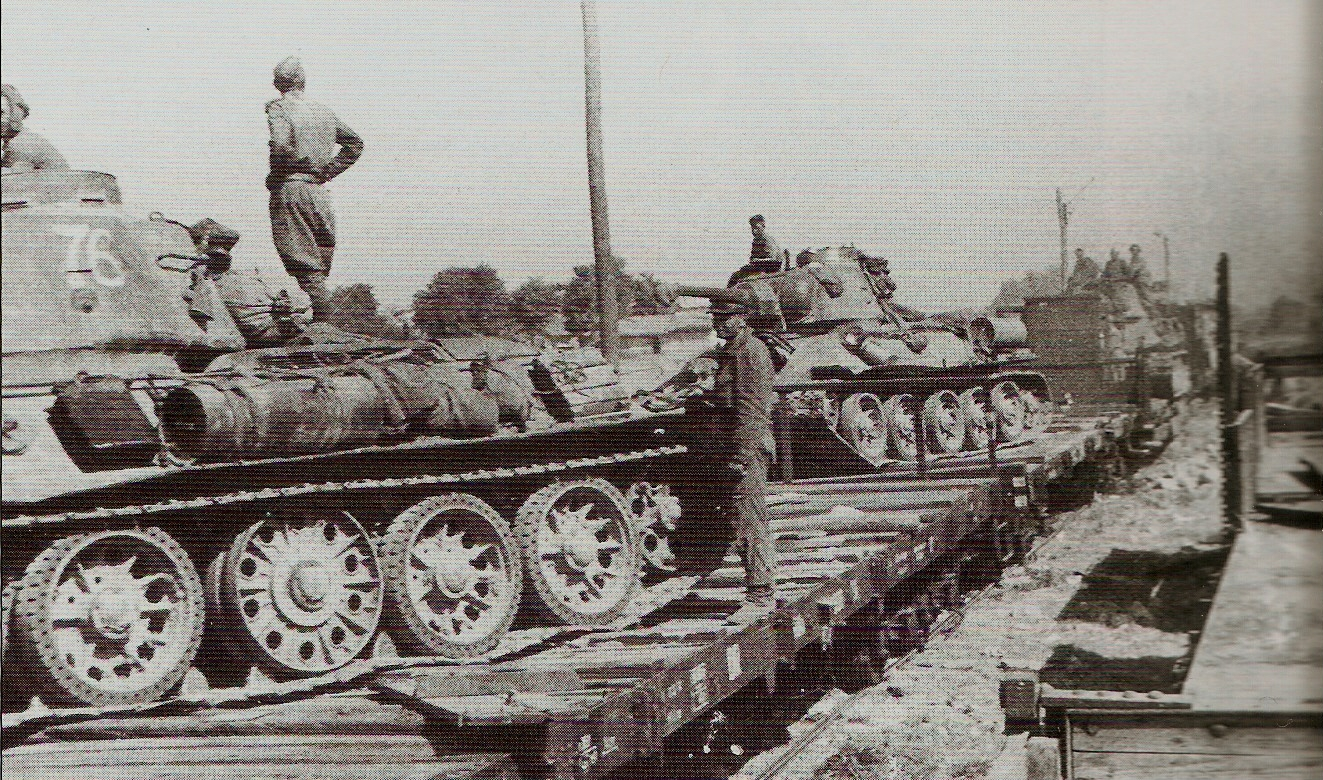
I mezzi corazzati del 4º Corpo meccanizzato delle guardie affluiscono sul fronte rumeno nell'estate 1944.

Il 2º e il 3º Fronte ucraino disponevano di forze notevoli per la "operazione strategica di Iași-Kišinëv", nettamente superiori allo schieramento del Gruppo d'armate Ucraina Sud; il generale Malinovskij aveva il comando del raggruppamento più potente con sette armate, tra cui la 6ª Armata corazzata, e quattro corpi indipendenti, per un totale di 55 divisioni supportate da una armata aerea; nel complesso il 2º Fronte ucraino avrebbe schierato oltre 11 000 cannoni e mortai, 1 283 mezzi corazzati e circa 900 aerei. Avrebbero preso parte all'offensiva nei ranghi del 2º Fronte ucraino anche la divisione "Tudor Vladimirescu" formata da volontari rumeni filosovietici e una brigata jugoslava. Il generale Tolbuchin aveva a disposizione forze meno numerose di quelle del generale Malinovskij, e schierava tre armate, due corpi meccanizzati, una brigata meccanizzata e una brigata di fanteria di marina, una armata aerea, con in totale 37 divisioni, 8 000 cannoni e mortai, circa 600 mezzi corazzati e 1 000 aerei. Il generale Tolbuchin avrebbe avuto però anche il sostegno della Flotta del Mar Nero dell'ammiraglio Filipp Sergeevič Oktjabr'skij e della Flottiglia del Danubio dell'ammiraglio Sergej Georgievič Gorškov che avrebbero impegnato le loro navi, i sommergibili e l'aviazione navale per interdire la navigazione nemica, bloccare le comunicazioni tra i porti rumeni e bulgari, distruggere le installazioni di Costanza e Sulina; inoltre le forze navali sovietiche avrebbero collaborato con il 3º Fronte ucraino per attaccare e circondare le forze tedesco-rumene schierate a Akkerman e nell'estuario del Dniestr.
I generali Malinovskij e Tolbuchin dovettero sviluppare con grande velocità un importante programma di reclutamento e addestramento delle loro truppe; lo schieramento sovietico infatti venne rinforzato principalmente con l'afflusso di nuovi soldati affrettatamente reclutati tra la popolazione dei territori recentemente liberati nella campagna dell'inverno 1943-44; lo Stavka inviò ai due fronti solo 8 200 soldati addestrati, mentre il 2º Fronte ucraino ricevette tra aprile e agosto 1944 non meno di 265 000 reclute provenienti dalla coscrizione obbligatoria e il 3º Fronte ucraino altri 80 000 coscritti. Si trattava di soldati del tutto impreparati, inadatti a svolgere missioni offensive nell'Armata Rossa, che necessitavano di un programma accelerato di addestramento militare e anche di preparazione ideologica e politica. Fin dal 6 luglio una direttiva speciale dello Stavka aveva individuato le carenze organizzative dei reparti sovietici e sollecitato un programma per migliorare l'efficienza e la preparazione dei reparti. I generali Malinovskij e Tolbuchin di conseguenza dal 9 luglio attivarono un programma serrato di addestramento sia a livello della truppa, fanteria, artiglieria e carristi, sia al livello dei quadri di comando; i due generali controllarono direttamente i programmi di addestramento, ponendo particolare attenzione al coordinamento delle "fasi di manovra" delle operazioni. Vennero inoltre potenziate le attività di ricognizione aerea per individuare le linee di avanzata delle truppe mobili sovietiche; infine si cercò di migliorare la struttura logistica e il supporto, in particolare nella zona della piccola testa di ponte di Kitskan da dove avrebbe attaccato il 3° Fronte ucraino.
Contemporaneamente ai programmi di addestramento militare, la direzione politica dell'Armata Rossa aveva dato grande importanza all'attività di istruzione e indottrinamento delle truppe; con la campagna in Romania, i soldati sovietici avrebbero lasciato la patria sovietica e sarebbe entrati per la prima volta nel territorio di uno stato nemico governato da un regime militare autoritario, che aveva partecipato all'invasione prendendo parte attiva alla politica di saccheggio, repressione e annientamento della Germania nazista. La direzione politica dell'Armata Rossa diede precise istruzioni in cui affermava che i soldati avrebbero dovuto mantenere un comportamento corretto nei confronti della popolazione, operando nello spirito dell'"internazionalismo socialista" e del rispetto per gli altri popoli, evitando ogni spirito di vendetta. Veniva richiesto che si prestasse vigilanza, e fosse mantenuta la disciplina e l'organizzazione, cercando di ottenere la collaborazione della popolazione nella lotta contro la Germania nazista e il regime militare di Antonescu che erano i veri nemici da combattere e distruggere. Erano assolutamente da evitare eccessi, azioni arbitrarie o saccheggi; la truppa doveva comportarsi con "dignità sovietica", rispettando il territorio che sarebbe stato occupato nel corso dell'offensiva.

### La manovra a tenaglia dell'Armata Rossa

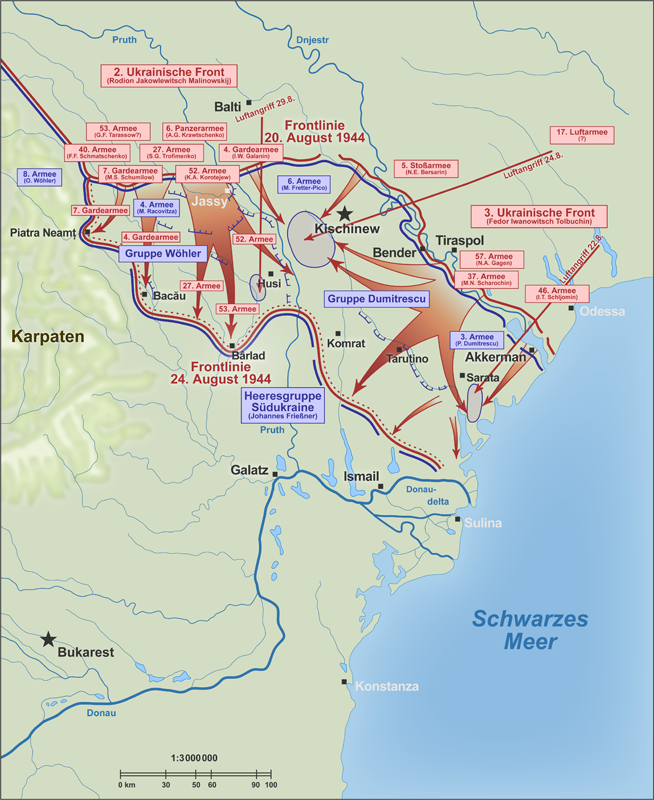
Carta delle operazioni.

Il 18 agosto 1944 finalmente il generale Friessner comprese che una grande offensiva sovietica era imminente e diramò un ordine generale alle sue truppe in cui proclamava che i soldati tedeschi avrebbero combattuto "spalla a spalla con i loro fedeli camerati rumeni"; egli tuttavia comunicò all'OKH che in realtà era giunto il momento di iniziare la ritirata strategica del suo gruppo d'armate verso i Carpazi; il generale richiedeva anche gli ingenti rinforzi meccanizzati che da tempo gli erano stati promessi. Era ormai troppo tardi; l'"offensiva Iași-Kišinëv" dell'Armata Rossa stava per avere inizio; il 19 agosto gli alti ufficiali sovietici raggiunsero i loro posti di comando avanzati per dirigere le operazioni: il maresciallo Timošenko, il generale Malinovskij e il maresciallo delle forze aeree Sergej Kudajkov, presero posizione con i loro stati maggiori sulla Quota 195, mentre il generale Tolbuchin, accompagnato dal capo di stato maggiore generale Sergej Semënovič Birjuzov, e dal comandante delle forze aeree, generale Oleg Tolstikov, presero posizione direttamente nella testa di ponte di Kitskan. Alle ore 06.00 del 20 agosto aprirono il fuoco il cannoni del 2° Fronte ucraino, due ore dopo entrarono in azione anche le batterie di artiglieria del 3° Fronte ucraino, dando inizio alla grande offensiva.
L'offensiva del 2° Fronte ucraino del generale Malinovskij raggiunse importanti successi fin dal primo giorno; dopo un efficace attacco dei cacciabombardieri sovietici e un potente sbarramento dell'artiglieria concentrata, la 27ª Armata del generale Sergej Trofimenko e la 52ª Armata del generale Konstantin Koroteev, riuscirono a sfondare le linee tedesco-rumene a nord-ovest di Iași e avanzarono per 16 chilometri di profondità su un fronte di 30 chilometri di larghezza. Nel primo pomeriggio quindi il generale Malinovskij fece entrare in azione la 6ª Armata corazzata del generale Andrej Kravčenko che raggiunse la terza linea difensiva tedesco-rumena. Cinque divisioni erano già state sconfitte e i sovietici catturarono 3 000 prigionieri, ma l'alto comando tedesco non comprese subito la gravità della situazione; le divisioni rumene in realtà stavano iniziando a ripiegare in massa, mentre il generale Abramescu, comandante della 4ª Armata, aveva già richiesto l'autorizzazione a ritirarsi dietro il Prut, sulla cosiddetta "linea Trojan". Il 21 agosto in gran parte le divisioni rumene si disgregarono, mentre la 27ª Armata sovietica attaccava le linee tedesche del generale Wöhler e la 52ª Armata marciava su Iași. Il generale Malinovskij nel secondo giorno di offensiva, ampliò ancora il fronte di attacco facendo intervenire la 7ª Armata della Guardia del generale Michail Šumilov che conquistò Târgu Frumos; in questo modo le linee rumene tra Iași e Târgu Frumos furono completamente sbaragliate e i carri armati sovietici poterono proseguire lungo la valle del Prut per oltre sessanta chilometri. Le difese tedesche di Iași stavano per essere attaccate sia da est che da ovest, mentre la 52ª Armata era già in marcia verso Huși, dove era previsto il collegamento con le truppe del 3° Fronte ucraino.

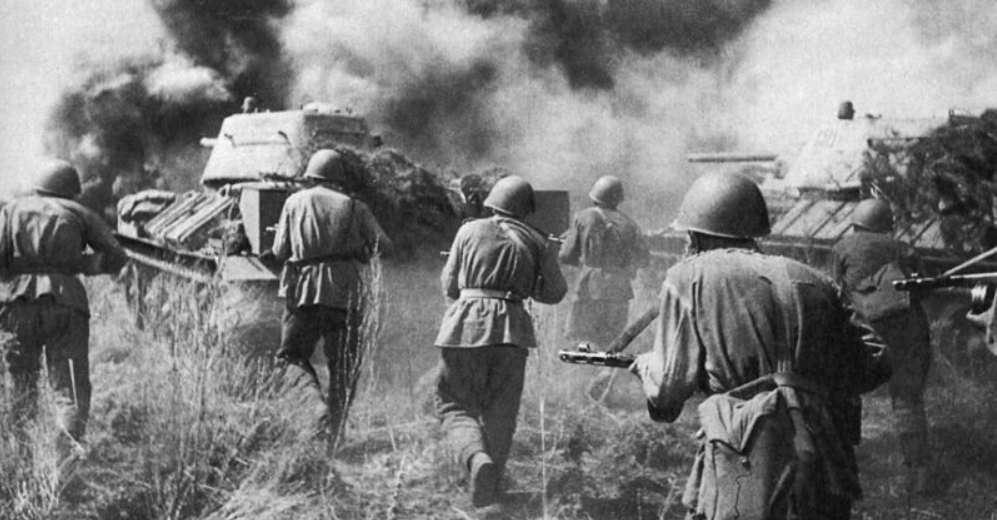
La fanteria sovietica all'attacco con la protezione dei carri armati T-34.

Il 20 agosto anche l'attacco del generale Tolbuchin aveva avuto pieno successo, nonostante le difficoltà create dal limitato spazio disponibile per schierare le truppe nell'angusta testa di ponte di Kitskan; preceduta da un intenso fuoco di artiglieria e da ripetuti attacchi aerei, l'offensiva del 3° Fronte ucraino venne condotta inizialmente dalla 37ª Armata del generale Michail Šarokin e dalla 46ª Armata del generale Ivan Šlemin che riuscirono a sfondare le linee nemiche su un tratto di 40 chilometri di ampiezza e 10-11 di profondità. Le truppe tedesche si difesero tenacemente a sud di Bendery, ma i rumeni cedettero rapidamente e nelle successive 24 ore le difese del generale Dumitrescu crollarono definitivamente. La 37ª e la 46ª Armata avanzarono in profondità per oltre 35 chilometri e il generale Tolbuchin poté fare intervenire le sue riserve mobili; il 4º Corpo meccanizzato della Guardia del generale Vladimir Ždanov e il 7º Corpo meccanizzato del generale Aleksandr Katkov. Il comando tedesco del Gruppo d'armate Ucraina Sud all'inizio aveva ritenuto che l'assalto dalla testa di ponte sul Dniestr non fosse l'attacco principale sovietico e continuò a concentrare le sue forze soprattutto nel settore di Kišinëv, ingannato anche dalla presenza in quel settore della 5ª Armata d'assalto del generale Nikolaj Berzarin. Solo il secondo giorno il comando tedesco si allarmò per la minaccia sui fianchi e le retrovie della 6. Armee e quindi cercò di rallentare soprattutto l'attacco secondario della 57ª Armata del generale Nikolaj Gagen, sul fianco destro del fronte del generale Tolbuchin. Alla fine del 21 agosto l'offensiva sovietica aveva ormai tagliato i collegamenti tra la 6. Armee tedesca, sempre ferma nel saliente di Kišinëv, e la 3ª Armata rumena che si stava disgregando. Nel frattempo nel pomeriggio del 21 agosto il generale Malinovskij aveva ulteriormente accelerato le operazioni in profondità dei suoi reparti meccanizzati; preoccupato da possibili perdite di tempo, egli diede ordine al generale Kravčenko di interrompere subito i combattimenti in appoggio alla fanteria della 52ª Armata, e di riprendere ad avanzare alla massima velocità con i carri armati della 6ª Armata corazzata verso sud, lasciando la fanteria a marciare e combattere verso est.

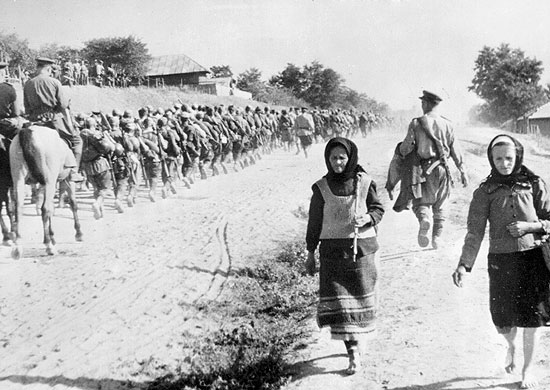
La fanteria sovietica in marcia in Moldavia.

Nella tarda mattinata del 21 agosto il maresciallo Antonescu si era recato personalmente al quartier generale del Gruppo d'armate Ucraina Sud; il generale Friessner apparve ancora ottimista; egli riteneva che l'attacco dalla testa di ponte sul Dnestr fosse del tutto secondario e che quindi avrebbe potuto sganciare da quel settore forze sufficienti per fermare lo sfondamento in corso a nord-ovest di Iași. Il maresciallo Antonescu era invece molto preoccupato, richiese la resistenza ad oltranza senza cedere terreno e parlò di battaglia che avrebbe deciso il destino della Romania "per sempre". Nella serata del 21 agosto, anche il generale Friessner divenne più pessimista di fronte alle notizie dal fronte sempre più allarmanti; egli quindi richiese l'autorizzazione alla ritirata immedita dal "Gruppo Dumitrescu" dietro il Prut in modo da porter liberare forze di riserva da trasferire al "Gruppo Wöhler". Dopo qualche esitazione, alla fine il maresciallo Antonescu diede il suo consenso e anche Hitler nella notte autorizzò la ritirata dietro il Prut. Nella mattinata del 22 agosto il generale Friessner diramò gli ordini di ritirata e il quartier generale della 6. Armee a Comrat, che era minacciato da vicino dalla truppe sovietiche in avanzata, venne subito evacuato. Il generale Friessner credeva di poter ancora stabilizzare la situazione riorganizzando la difesa dietro le linee già predisposte "Trojan" e "Ferdinand", stabilite su una collina di alture e lungo il corso del Prut.
In realtà i piani del generale Friessner erano ormai irrealizzabili mentre l'avanzara sovietica era quasi incontrollabile; la sera del 21 agosto lo Stavka inviò una nuova direttiva ai generali Malinovskij e Tolbuchin per incitarli ad accelerare ancora le operazioni e sfruttare con la massima energia la situazione favorevole. L'obiettivo fondamentale era quello di accerchiare il raggruppamento tedesco di Kišinëv e annientarlo nel più breve tempo possibile aprendo in questo modo la strada verso "i principali centri politici ed economici della Romania"; il comando supremo sovietico richiedeva di concentrare tutte le forze disponibili a questo scopo, senza disperdere le truppe su compiti secondari. L'obiettivo "poteva e doveva" essere raggiunto.

### Crollo delle difese tedesco-rumene

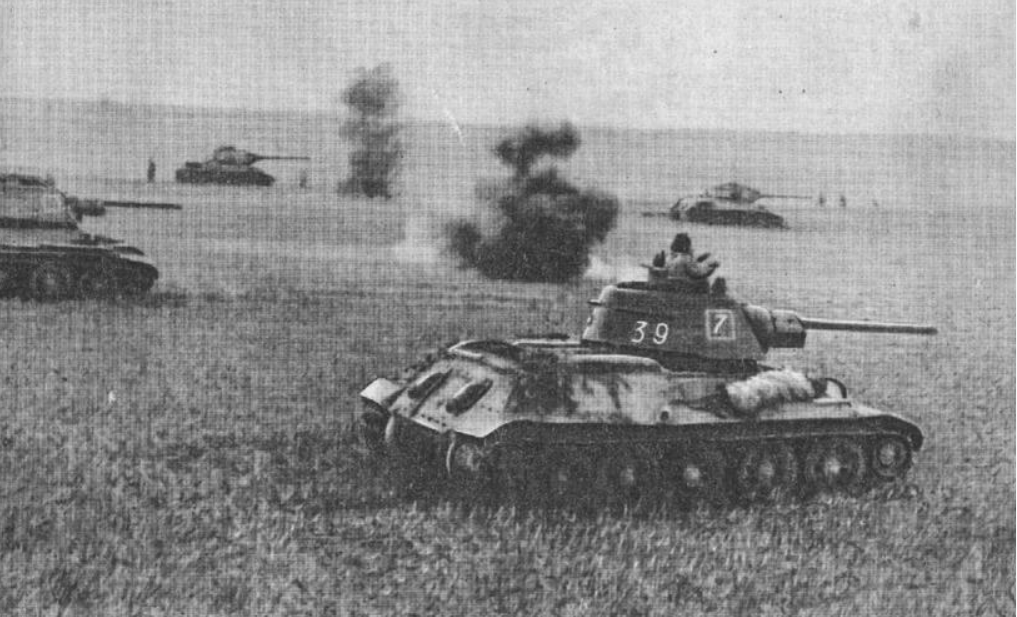
I carri armati T-34/76 del 4º Corpo meccanizzato della Guardia durante l'offensiva Iași-Kišinëv.

Il 22 agosto, le armate sovietiche ottennero nuovi successi e avanzarono ancor più in profondità manovrando per accerchiare, secondo la direttiva dello Stavka, il raggruppamento tedesco di Kišinëv. Mentre la fanteria sovietica occupava Iași, le forze mobili del 2° Fronte ucraino progredirono tra il Seret e il Prut e sbucarono in territorio libero quasi privo di difese nemiche; i carri armati della 6ª Armata corazzata poterono quindi muovere in velocità, superando una debole resistenza, e arrivarono vicino ai centri strategici di Vaslui e Huși. Le riserve mobili tedesche erano assolutamente insufficienti per bloccare questo sfondamento in profondità, anche se la 10. Panzergrenadier-Division si batté a lungo e con efficacia per rallentare la marcia sovietica su Huși e guadagnare tempo per la difficile ritirata della 6. Armee dal saliente di Kišinëv.
Contemporaneamente le forze meccanizzate del generale Tolbuchin stavano avanzando con altrettanta velocità dei reparti mobili del 2° Fronte ucraino e manovravano per tagliare da sud-ovest le vie di comunicazione della 6. Armee tedesca; i carri armati sovietici erano ormai in azione in profondità all'interno del territorio nemico e alla fine della giornata il 4º Corpo meccanizzato della Guardia e il 7º Corpo meccanizzato raggiunsero la linea Gura Galbenei-Comrat, intercettando completamente le comunicazioni tra la 6. Armee e la 3ª Armata rumena. Le divisioni della 6. Armee avevano iniziato la ritirata dal saliente di Kišinëv ma le truppe tedesche erano in grave ritardo; mentre le unità corazzate del generale Malinovskij superavano le difese del "Gruppo Wohler", i carri armati del generale Tolbuchin giunsero a solo 35-40 chilometri dalle rive del Prut e minacciarono le retrovie di tre corpi d'armata della 6. Armee che invece erano ancora lontani oltre 80 chilometri dai punti di attraversamento sul fiume. Il comando tedesco cercò ancora di salvare le divisioni della 6. Armee organizzando reparti di copertura sul Prut a Leova, Fălciu e Leușeni in attesa dell'arrivo delle truppe in ritirata ma le colonne corazzate sovietiche stavano per chiudere la manovra di accerchiamento a tenaglia. Sulla riva occidentale del Prut, il 18º Corpo corazzato e la 52ª Armata avanzarono su Huși; contemporaneamente il generale Malinovskij aveva anche spinto altre unità meccanizzate su Tecuci e poi in direzione del varco di Focșani, per tagliare le linee di comunicazione dell'intero Gruppo d'armate tedesco-rumeno.

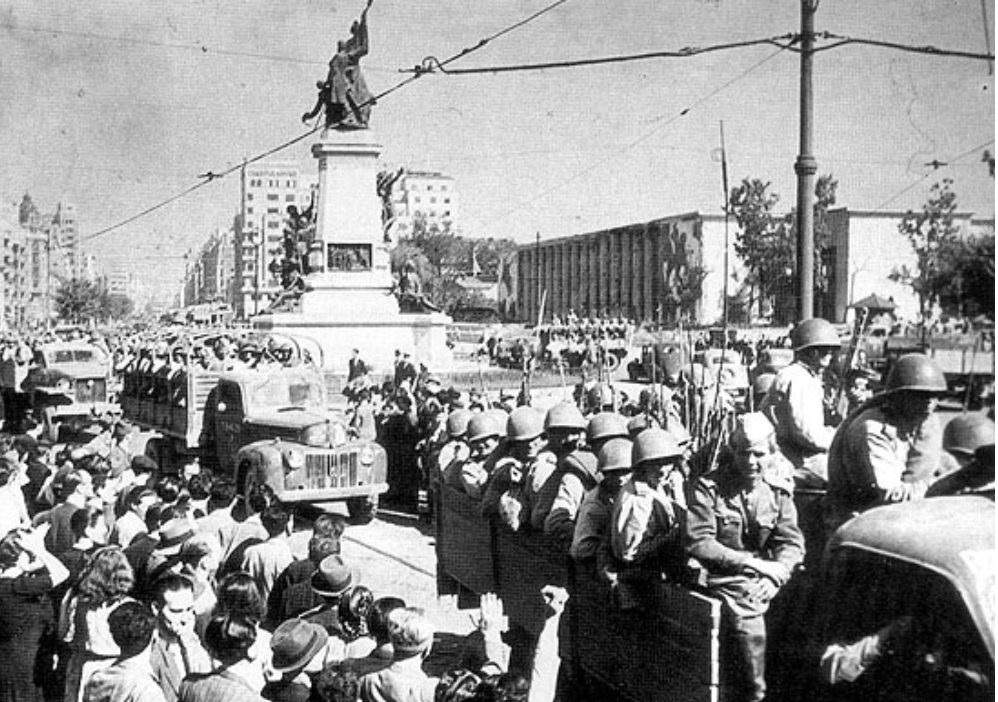
Le truppe motorizzate dell'Armata Rossa entrano a Kišinëv il 24 agosto 1944.

Le colonne corazzate sovietiche del 2° e del 3° Fronte ucraino stavano convergendo su Huși e questa cittadina stava diventando il centro strategicamente più importante della battaglia; il comando tedesco cercò disperatamente di difendere la località e mantenere aperto un corridoio a sud di Leușeni sul Prut, largo solo 8-10 chilometri, da cui far defluire le divisioni della 6. Armee in ritirata. Il 22 agosto il generale Tolbuchin aveva dato inizio anche all'attacco nel settore costiero contro le posizioni rumene di Akkerman; l'offensiva in questo settore ebbe inizio con uno sbarco anfibio della fanteria di marina supportata dalla Flottiglia del Danubio che permise anche il traghettamento di 8 000 soldati attraverso il Dniestr. L'ala sinistra della 46ª Armata poté quindi attraversare la laguna del fiume e attaccare da est le difese di Akkerman, mentre contemporaneamente i reparti del centro e dell'ala destra della 46ª Armata scesero da nord e da nord-ovest in direzione di Akkerman per tagliare fuori l'intera 3ª Armata rumena; in serata le formazioni moobili della 46ª Armata raggiunsero il fiume Cogâlnic e isolarono l'armata rumena a sud di Akkerman. L'intera linea difensiva tedesco-rumena era ormai crollata.
La battaglia del 23 agosto ebbe inizio nel settore del 2° Fronte ucraino con pesanti combattimenti tra il 18º Corpo corazzato sovietico, rinforzato dalla fanteria della 52ª Armata, e i primi reparti tedeschi della 6. Armee che cercavano di raggiungere Huși; sulla cittadina stavano convergendo le truppe tedesche in ritirata da Iași e da Kišinëv, mentre tre divisioni tedesche e quattro divisioni rumene stavano cercando di organizzare una linea difensiva sulla riva orientale del Prut. In questa zona erano in avvicinamento da est le unità meccanizzate del 3° Fronte ucraino; nel corso della giornata la 16ª brigata meccanizzata e la 64ª Brigata meccanizzata del 7º Corpo meccanizzato arrivarono, dopo duri scontri, alle rive del Prut nel settore di Leușeni, mentre a nord di Leova i carri armati della 36ª Brigata meccanizzata della Guardia del 4º Corpo meccanizzato della Guardia giunsero al fiume e iniziarono a passare sulla sponda occidentale. In questo modo i carristi sovietici stavano per chiudere in una sacca cinque corpi d'armati tedeschi che si trovavano ancora sulla riva orientale del fiume; nello stesso momento il generale Tolbuchin stava anche completando con le armate del fianco sinistro, l'accerchiamento della 3ª Armata rumena a sud di Akkerman. Il 24 agosto, la manovra di accerchiamento a tenaglia sovietica si concluse con pieno successo con il congiungimento sulle rive del Prut delle unità corazzate dei generali Malinovskij e Tolbuchin; cinque corpi d'armata tedeschi, con diciotto divisioni, rimasero bloccati nella sacca a est del Prut, mentre fin dal mattino del 24 agosto le truppe della 5ª Armata d'assalto del generale Berzarin entrarono a Kišinëv, abbandonata precipitosamente dalle truppe tedesche. Altre unità meccanizzate del 2° Fronte ucraino erano in marcia verso Bacău, Bârlad, a solo sessanta chilometri dal varco di Focșani.
Nel frattempo fin dal giorno precedente, 23 agosto 1944, si erano verificati a Bucarest sviluppi politici e militari sensazionali che avevano cambiato radicalmente la situazione, provocando la totale e definitiva rovina del sistema di potere della Germania nazista nel teatro Sud-Orientale e Balcanico della guerra in Europa.

### Il cambio di regime in Romania

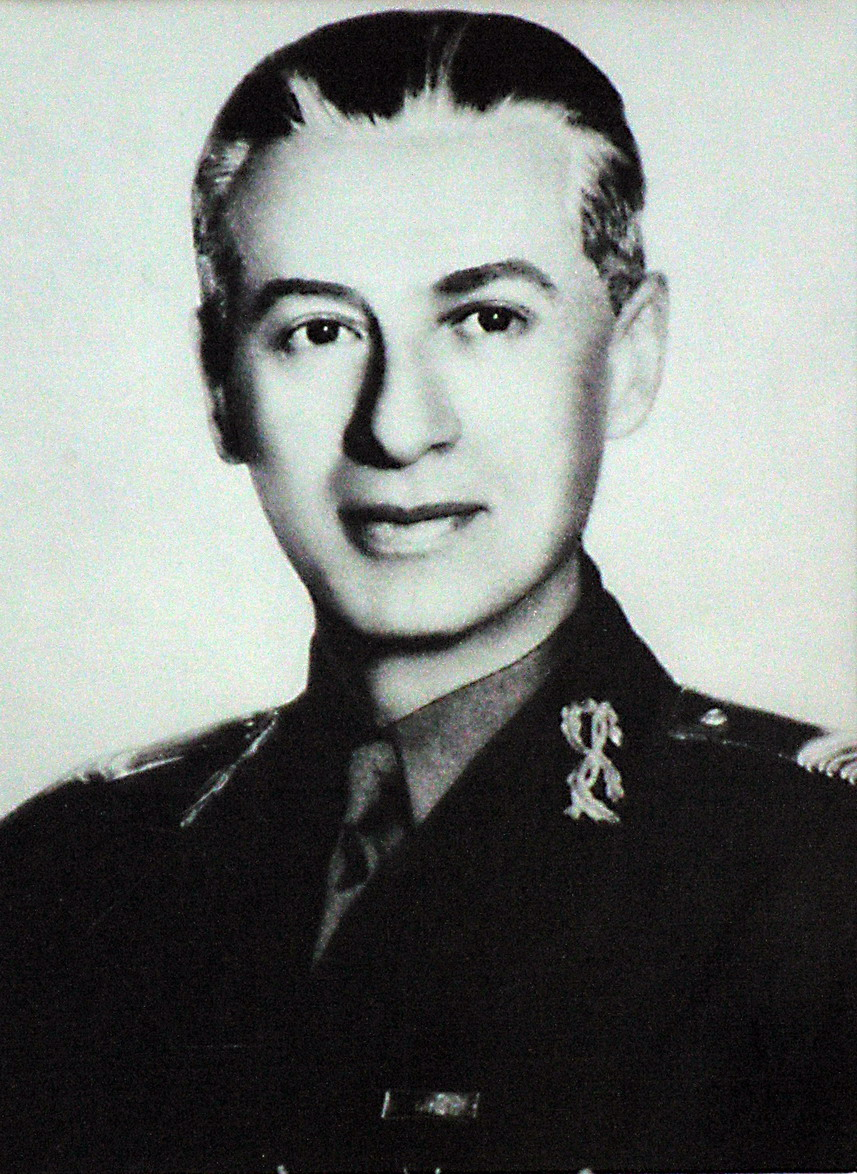
Il generale Constantin Sănătescu, nuovo capo del governo rumeno dopo l'arresto del maresciallo Antonescu.

L'inizio dell'offensiva sovietica convinse subito i cospiratori del "Blocco nazionale" ad accelerare i preparativi del colpo di stato contro il regime del maresciallo Antonescu, che erano in corso fin dalla primavera del 1944; in una riunione segreta già il 20 agosto venne deciso di iniziare l'insurrezione il 26 agosto, ma gli sviluppi catastrofici della situazione sul campo spinsero i cospiratori, sollecitati soprattutto dai comunisti del cosiddetto "Comitato militare rivoluzionario", ad anticipare ancora l'azione. Le notizie dal fronte erano disastrose e lo stesso maresciallo Antonescu in una riunione del consiglio dei ministri del suo governo dovette ammettere che la situazione era quasi fuori controllo; ulteriori pessime notizie arrivarono il mattino del 23 agosto da una comunicazione telefonica del colonnello Dragomir, capo di stato maggiore della 4ª Armata, con il generale Constantin Sănătescu, consigliere militare del re Michele, in cui l'ufficiale illustrò con toni drammatici la gravità della situazione e richiese aiuto immediato. Gli avvenimenti precipitarono nella stessa giornata del 23 agosto 1944: i capi conservatori del "Blocco nazionale" si accordarono per cercare di convincere il maresciallo Antonescu a concludere subito un armistizio e cedere spontaneamente il potere, ma nel frattempo il dittatore rumeno si era recato al palazzo reale per conferire con il re e illustrare la sua decisione di concludere un armistizio ma in pieno accordo con la Germania.
L'incontro al palazzo reale avvenne nel pomeriggio del 23 agosto; il re Michele, già in contatto con le autorità anglo-americane in Egitto, prese risolutamente l'iniziativa e fece arrestare immediatamente sia il maresciallo Antonescu che suo fratello, il ministro degli Esteri Mihai Antonescu, che lo aveva accompagnato all'incontro. Nella serata il re parlò alla radio e annunciò la formazione di un nuovo governo presieduto dal generale Sănătescu e la fine dei combattimenti contro i sovietici. Il re sperava ancora in un intervento anglo-americano e richiese subito al comando alleato del Cairo, l'invio di tre brigate paracadutisti alleate, ma questi progetti erano irrealistici. Il maresciallo Antonescu venne preso in consegna da una squadra armata comunista e nel paese iniziò l'insurrezione; un proclama comunista del 24 agosto invitò tutta la popolazione a lottare contro gli invasori, mentre il comando militare a Bucarest ordinò subito di occupare i punti strategici della capitale e difendere il nuovo governo. Nel complesso tutti i generali e gli ufficiali più importanti dell'esercito rumeno rimasero fedeli al re ed eseguirono disciplinatamente tutte le disposizioni militari del nuovo governo per fronteggiare la situazione in caso di reazione tedesca.

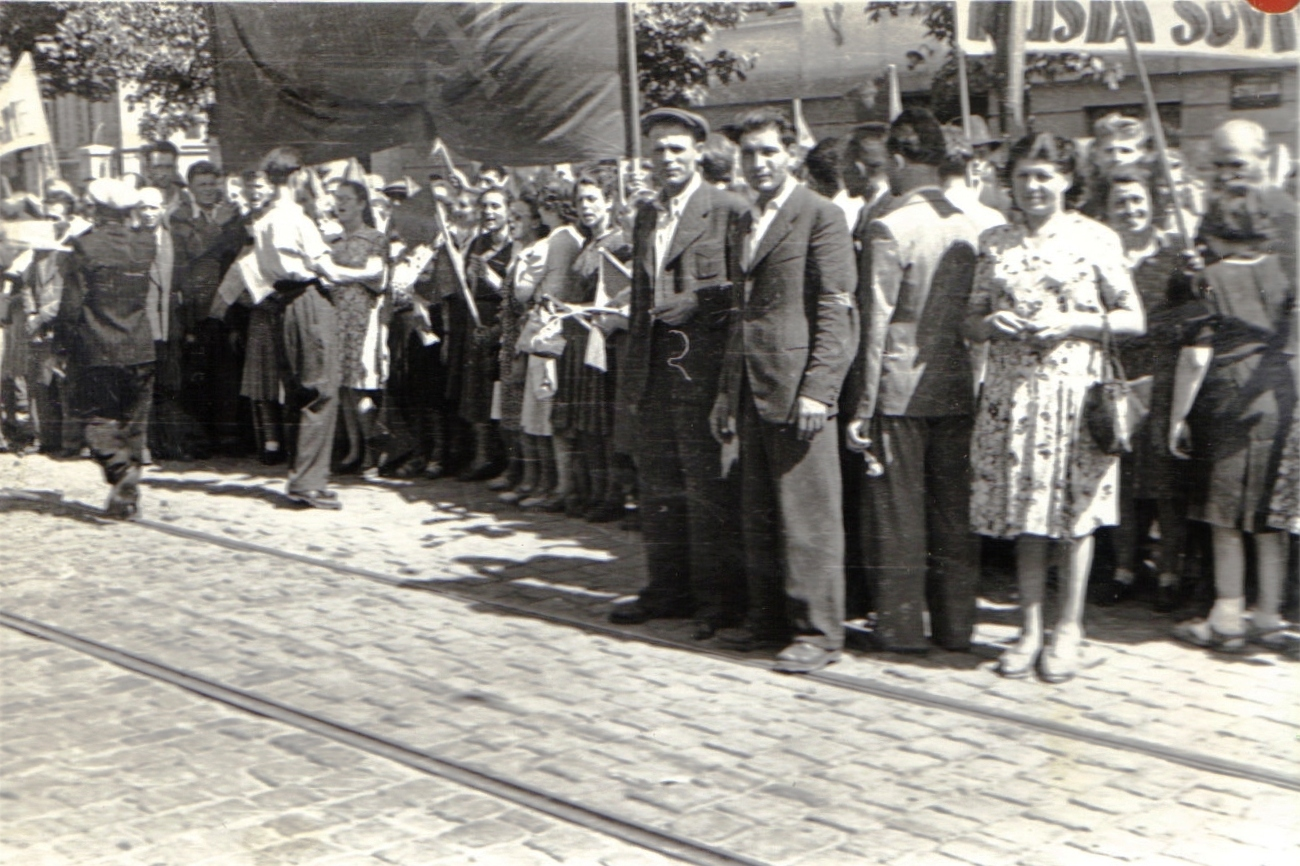
Insorti comunisti nella strade di Bucarest nei giorni dell'insurrezione.

Hitler ricevette le prime notizie dei fatti di Bucarest la sera del 23 agosto; l'ambasciatore Killinger riferì che nella capitale sembravano accadere fatti strani e che il maresciallo Antonescu si era recato a palazzo reale ma non era più tornato. Il proclama radiofonico del re la sera stessa chiarì la situazione e provocò costernazione, confusione e sorpresa tra i dirigenti tedeschi. Hitler, convinto dal comandante della Luftwaffe presente nella capitale, generale Alfred Gerstenberg, che si trattava solo di un colpo di mano orchestrato da una piccola "cricca di ufficiali" senza seguito, e che quindi fosse possibile ancora ribaltare la situazione con un'azione energica, decise di scatenare un'immediata rappresaglia. Venne quindi ordinato al generale Gerstenberg di marciare, con la divisione contraerea tedesca presente a Ploiești, su Bucarest e arrestare il re e tutti i golpisti; un generale rumeno fedele alla Germania avrebbe dovuto essere nominato a capo del governo, e un devastante attacco di bombardieri tedeschi sarebbe stato sferrato subito sulla capitale a scopo terroristico, mentre l'ammiraglio Helmuth Brinkmann avrebbe dovuto occupare il porto di Costanza.
Nonostante l'ottimismo del generale Gerstenberg, ben presto divenne evidente che la realtà in Romania era molto diversa; il generale Hansen e l'ambasciatore Killinger comunicarono nella notte che era in corso un "ben organizzato colpo di stato", che le nuove autorità avevano il pieno controllo della situazione, che i generali erano totalmente fedeli al re e avevano l'appoggio completo dell'esercito e della popolazione. In queste condizioni, e con le armate sovietiche in arrivo, le scarse forze tedesche non avevano alcuna possibilità di successo. Nei giorni seguenti infatti i soldati tedeschi della contraerea del generale Gerstenberg riuscirono ad arrivare a Bucarest ma vennero rapidamente circondati dalle truppe rumene; inoltre l'attacco aereo sferrato dalla Luftwaffe su Bucarest il 24 agosto con 150 bombardieri non ottenne risultati mentre il nuovo governo rumeno il 25 agosto dichiarò formalmente guerra alla Germania. Nei giorni seguenti, nonostante i tentativi tedeschi di inviare rinforzi, la situazione evolse definitivamente contro la Germania nazista: le deboli forze tedesche a Bucarest furono sconfitte, il generale Gerstenberg e il generale Rainer Stahel, inviato da Hitler ad assumere il comando a Bucarest, furono catturati dalle truppe sovietiche in avvicinamento e l'ambasciatore Killinger si suicidò mentre l'ambasciata tedesca a Bucarest veniva assaltata dagli insorti.

### Distruzione della 6. Armee

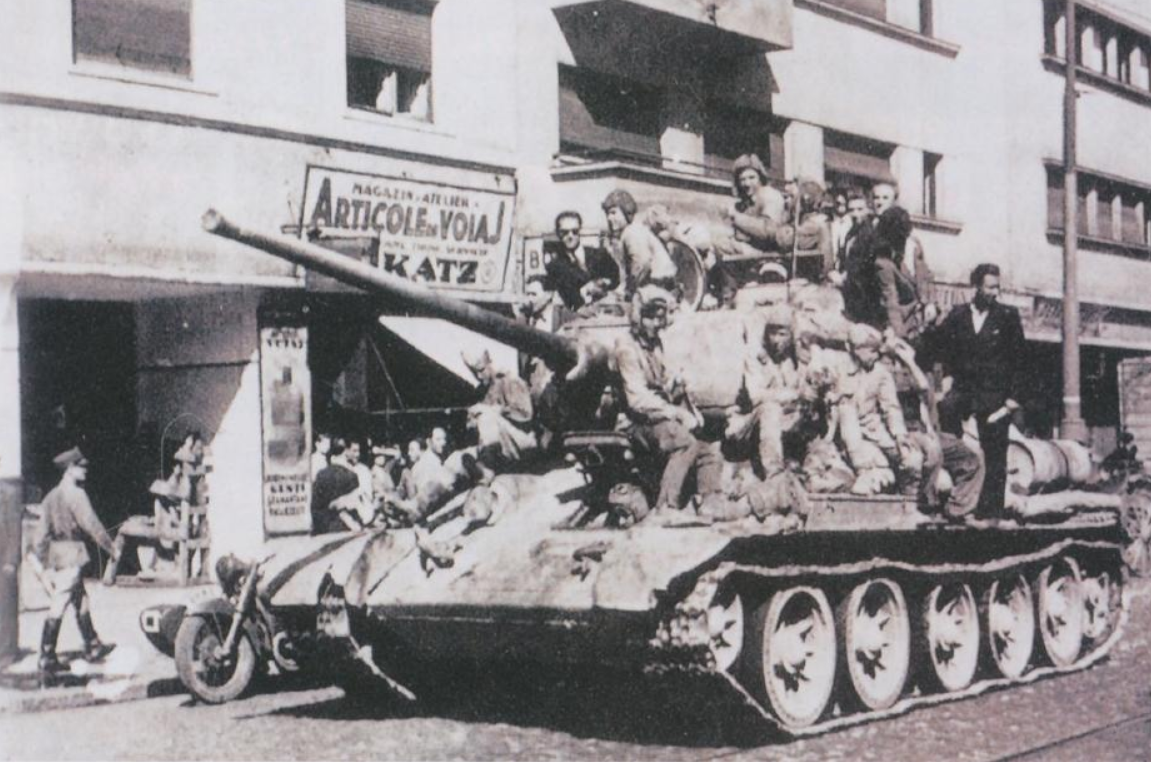
I carri armati sovietici entrano a Iași.

Le clamorose vicende del colpo di stato a Bucarest ebbero immediate conseguenze sulla battaglia in corso; il 24 agosto lo Stavka inviò al maresciallo Timošenko e ai consigli di guerra del 2° e del 3° Fronte ucraino nuove direttive in cui si ordinava di continuare con la massima energia l'offensiva verso il centro della Romania e contemporaneamente distruggere al più presto le forze tedesche accerchiate a est del Prut; inoltre venivano date indicazioni sul comportamento da tenere verso le truppe rumene: l'Armata Rossa avrebbe continuato le azioni belliche fino alla totale sconfitta delle truppe tedesche presenti in Romania, tuttavia i soldati rumeni dovevano essere sollecitati ad arrendersi in buon ordine e mantenendo l'organizzazione dei reparti; le truppe disposte a collaborare non avrebbero dovuto essere disarmate ma invitate ad unirsi alla guerra contro la Germania.
Sul campo, la battaglia continuava e stava per raggiungere la fase decisiva; nella sacca di Akkerman le forze del generale Tolbuchin bloccarono un tentativo di reparti tedeschi di sfuggire all'accerchiamento, mentre il 24 agosto, dopo un intervento della Flottiglia del Danubio, che sbarcò reparti di fanteria di marina nel delta del Danubio, le truppe rumene della 3ª Armata cessarono la resistenza e deposero le armi. I reparti della 46ª Armata sovietica poterono avanzare fino ai passaggi del basso corso del Danubio nelle città di Galați, Izmail e Reni. Nello stesso momento il generale Malinovskij continuava a spingere in avanti le sue forze mobili in direzione del varco di Focșani, superando facilmente la resistenza di quattro divisioni fanteria tedesche superstiti che in parte stavano rifluendo verso l'interno della Romania. I combattimenti in corso più importanti e violenti però si stavano svolgendo a est e a ovest del Prut dove si trovavano accerchiate le divisioni della 6. Armee. Queste truppe, essendo stato ritirato al sicuro fuori della sacca il quartier generale della 6. Armee, erano prive di una struttura di comando; infatti i parlamentari sovietici inviati nella sacca per richiedere la resa, non poterono neppure entrare in comunicazione con un rappresentante del quartier generale tedesco; inviti alla resa furono quindi diffusi mediante comunicazioni radio e altoparlanti, il lancio per via aerea di volantini e anche con l'intervento di prigionieri di guerra tedeschi che in qualche caso riuscirono a convincere piccoli gruppi di soldati a cedere le armi; nel complesso tuttavia le truppe tedesche accerchiate continuarono a combattere disciplinatamente e fecero tentativi disperati per uscire dalla sacca.

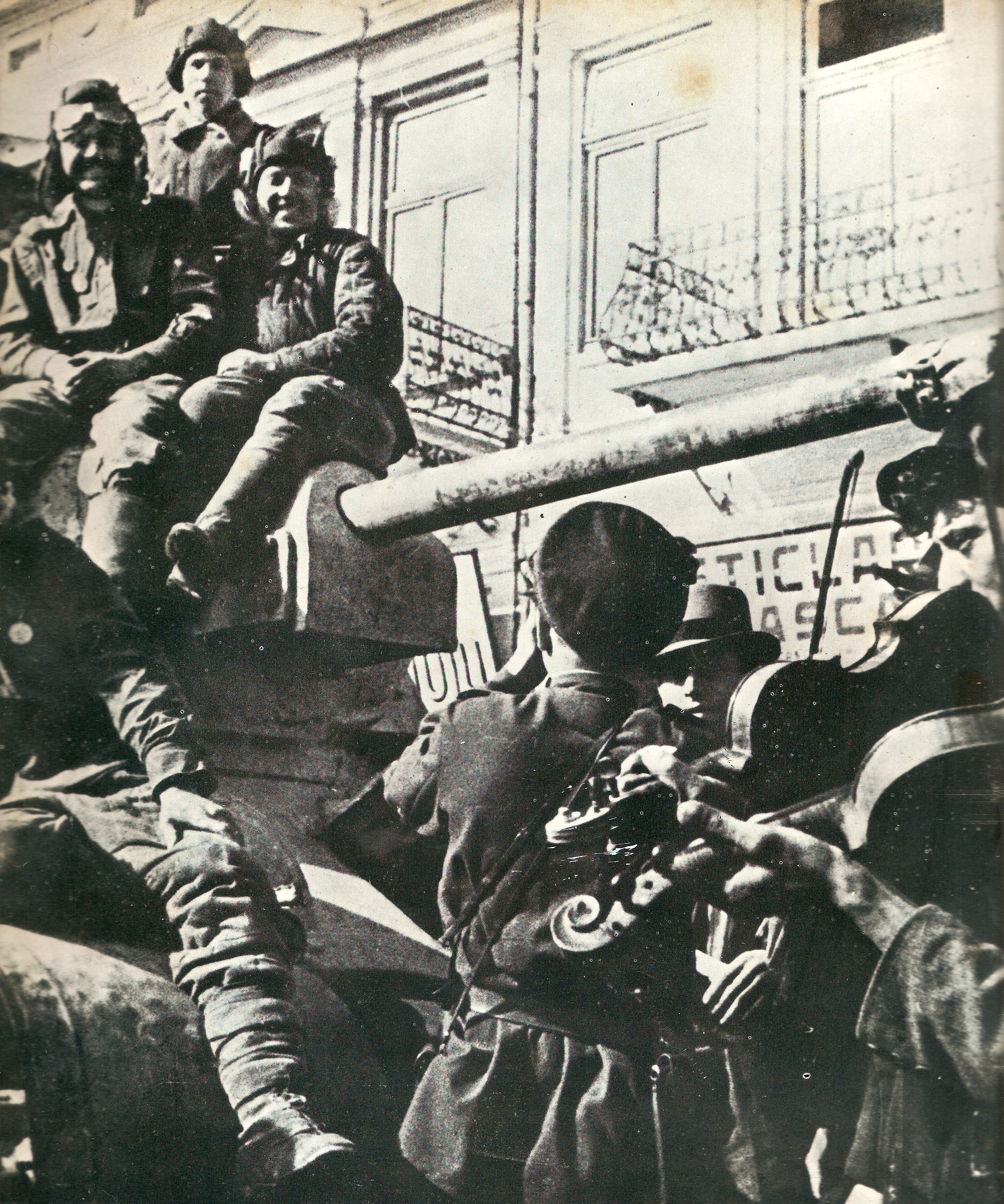
Carristi sovietici accolti dalla popolazione di una città rumena.

Un errore tattico del comando sovietico, il prematuro trasferimento della 4ª Armata della Guardia del generale Malinovskij dalle posizioni di blocco assegnate inizialmente, diede modo alle truppe tedesche accerchiate di tentare di sfuggire dalla trappola; le truppe della 5ª Armata d'assalto, appartenente al 3° Fronte ucraino del generale Tolbuchin, non erano sufficienti per impedire i movimenti delle divisioni tedesche raggruppate a nord-est del Prut, che infatti riuscirono ad aprire un varco tra le linee della 5ª Armata d'assalto e quelle della 37ª Armata, attraverso cui passarono oltre il Prut due corpi d'armata della 6. Armee che trovarono rifugio nei boschi vicino Huși. Queste truppe tedesche, passate a occidente del fiume, attaccarono di sorpresa le retrovie della 52ª Armata sovietica che si trovò in grande difficoltà; alcuni reparti sovietici di seconda linea furono dispersi e ci furono perdite, tra cui il comandante del 18º Corpo corazzato. Mentre circa 70 000 soldati tedeschi erano riusciti a passare sulla riva occidentale del fiume, gli altri corpi d'armate della 6. Armee, rimasti bloccati sulla riva orientale, non avevano più alcuna speranza di salvezza ed entrò il 27 agosto cessarono la resistenza. La situazione per la 52ª Armata sovietica invece rimase difficile per alcuni giorni a causa dei disperati attacchi dei reparti tedeschi in movimento a occidente del Prut che cercavano di aprire un varco dalla sacca. Il generale Malinovskij dovette far intervenire le riserve e le truppe di seconda linea; fu soprattutto la 25ª Divisione fucilieri della Guardia che entrò in azione con successo per bloccare la fuga del nemico.
Il 29 agosto, le truppe tedesche superstiti fecero l'ultimo tentativo di sfondare l'accerchiamento e ripiegare in salvo verso i Carpazi; i combattimenti furono particolarmente accaniti e la 25ª Divisione fucilieri della Guardia dovette respingere numerosi attacchi delle divisioni nemiche; dopo una lunga lotta, progressivamente i sovietici strinsero il cerchio intorno ai tedeschi; circa 25 000 soldati riuscirono a penetrare l'anello d'accerchiamento interno ma incapparono nelle linee della 27ª Armata, i sovietici catturarono 38 000 prigionieri. Nei giorni seguenti i combattimenti continuarono ancora per rastrellare le ultime sacche di resistenza e distruggere i reparti in fuga. Gli ultimi 7 000 soldati tedeschi superstiti furono annientati il 4 settembre. Il giorno seguente anche l'alto comando tedesco ammise la disfatta, affermando in un suo comunicato che i reparti della 6. Armee circondati dovevano essere considerati "definitivamente perduti"; non c'erano più speranze che qualche reparto "riuscisse ancora a salvarsi".
Nella battaglia nella sacca sulle due rive del Prut, la 6. Armee venne totalmente distrutta per la seconda volta nella sua storia dopo la catastrofe di Stalingrado; i quartier generali di cinque corpi d'armata, VII, XXX, XXXXIV, LII Corpo d'armata della 6. Armee, e il IV Corpo d'armata della 8. Armee, che era stato a sua volta accerchiato, furono annientati e tutti i generali comandanti furono catturati, a parte il generale Friedrich Mieth, del IV Corpo che rimase ucciso nei combattimenti. I sovietici dichiararono la distruzione completa di diciotto divisioni tedesche; altre fonti parlano di 16 divisioni tedesche distrutte su un totale iniziale di 24; tra cui le divisioni di fanteria 9., 15., 79., 106., 161., 257., 258., 294., 302., 306., 320., 335., 370., 376., 384., e la 153. Divisione d'artiglieria; ulteriori quattro divisioni tedesche furono decimate. L'alto comando sovietico comunicò la cattura di 98 000 prigioneri e la morte di altri 100 000 soldati tedeschi nel periodo 20-31 agosto; il 5 settembre un secondo comunicato dello Stavka riferì che i prigionieri erano saliti a 106 000 e che i morti tedeschi erano oltre 150 000; circa 25 000 soldati tedeschi riuscirono a fuggire dalla trappola.

### Sviluppi strategici

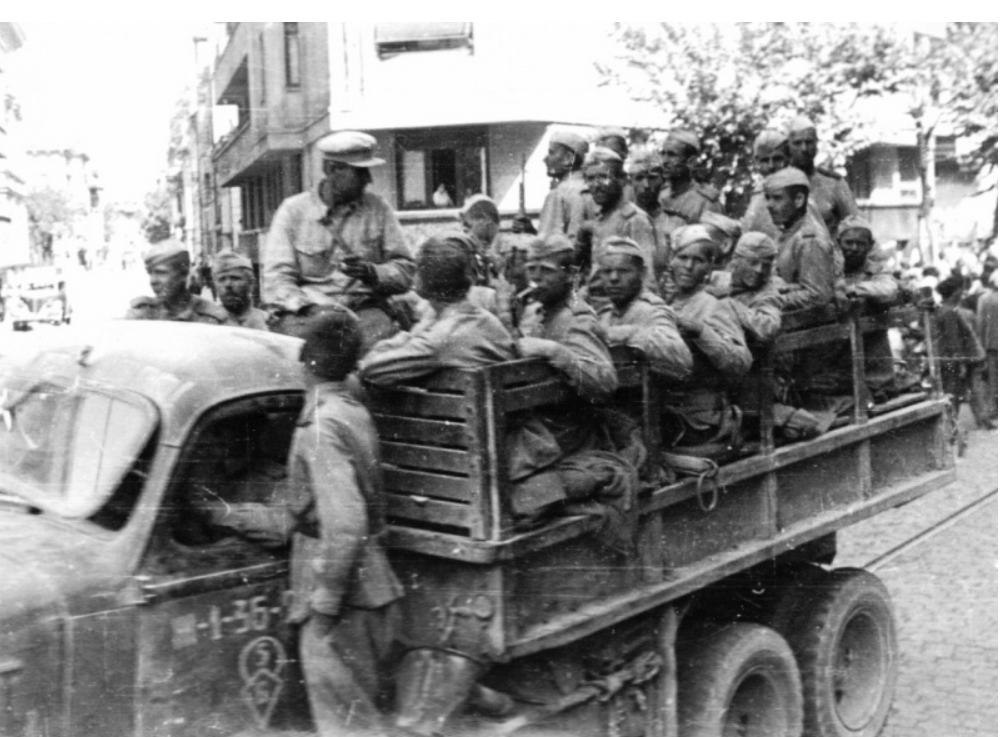
I soldati sovietici entrano a Bucarest.

Dopo la catastrofe di Iași-Kišinëv, i resti del Gruppo d'armate Ucraina Sud non avevano più alcuna possibilità di resistere e fermare l'avanzata dell'Armata Rossa, solo due divisioni tedesche erano ancora in grado di combattere mentre altre cinque deboli divisioni stavano ritirandosi verso le regioni centrali della Romania; inoltre l'esercito rumeno, dopo il colpo di stato e il cambio di regime, non partecipava più ai combattimenti e molti reparti al contrario collaboravano con i sovietici contro le truppe tedesche in fuga. In queste condizioni i generali Malinovskij e Tolbuchin poterono sfruttare la grande vittoria e avanzare facilmente nel cuore della Romania. Il 2° Fronte ucraino si spinse con la sua ala destra, costituita dalla 7ª Armata della Guardia e dalla 40ª Armata, verso i passi dei Carpazi, mentre le sue forze mobili principali, dopo una marcia in cinque giorni di quasi 200 chilometri, raggiunsero lo strategico varco di Focșani e proseguirono direttamente verso Ploiești e Bucarest. Contemporaneamente il 3° Fronte ucraino del generale Tolbuchin risalì le due sponde del Danubio e la sera del 30 agosto, dopo un'avanzata di 150 chilometri, raggiunse la linea Hârșova-Siliștea-Costanza; la Flottiglia del Danubio completò la conquista della foce del fiume e raggiunse Izmail; il 29 agosto era stato occupato l'importante porto di Costanza, mentre le truppe sovietiche raggiungevano il confine con la Dobrugia bulgara.
Alla fine di agosto, l'avanzata sovietica raggiunse i centri politici ed economici più importanti della Romania; mentre la 7ª Armata della Guardia e la 40ª Armata arrivavano a Brașov e ai limiti della Transilvania meridionale dove le truppe rumene presidiavano il confine con l'Ungheria per proteggere la regione da una temuta invasione magiara, la 6ª Armata corazzata del generale Kravčenko ricevette l'ordine di avanzare con un corpo meccanizzato, con il supporto della 27ª Armata, fino a Ploiesti, che venne occupata il 30 agosto dopo avere sconfitto il presidio tedesco della regione petrolifera, costituito da tre divisioni, e con due altri corpi meccanizzati, sulla capitale. L'entrata a Bucarest fu accuratamente organizzata dall'Armata Rossa in modo da dare un'impressione di massima efficienza e disciplina. Il 31 agosto 1944, alle ore 10.00, il generale Malinovskij fece entrare nella capitale rumena il 5º Corpo corazzato della Guardia, appartenente alla 6ª Armata corazzata, due divisioni di fucilieri della 53ª Armata e la Divisione "Tudor Vladimirescu" costituita da volontari rumeni ex-prigionieri di guerra. Le truppe furono accolte festosamente dalla popolazione, ben impressionata dal loro comportamento, dal loro aspetto giovanile e dal loro equipaggiamento moderno e potente.

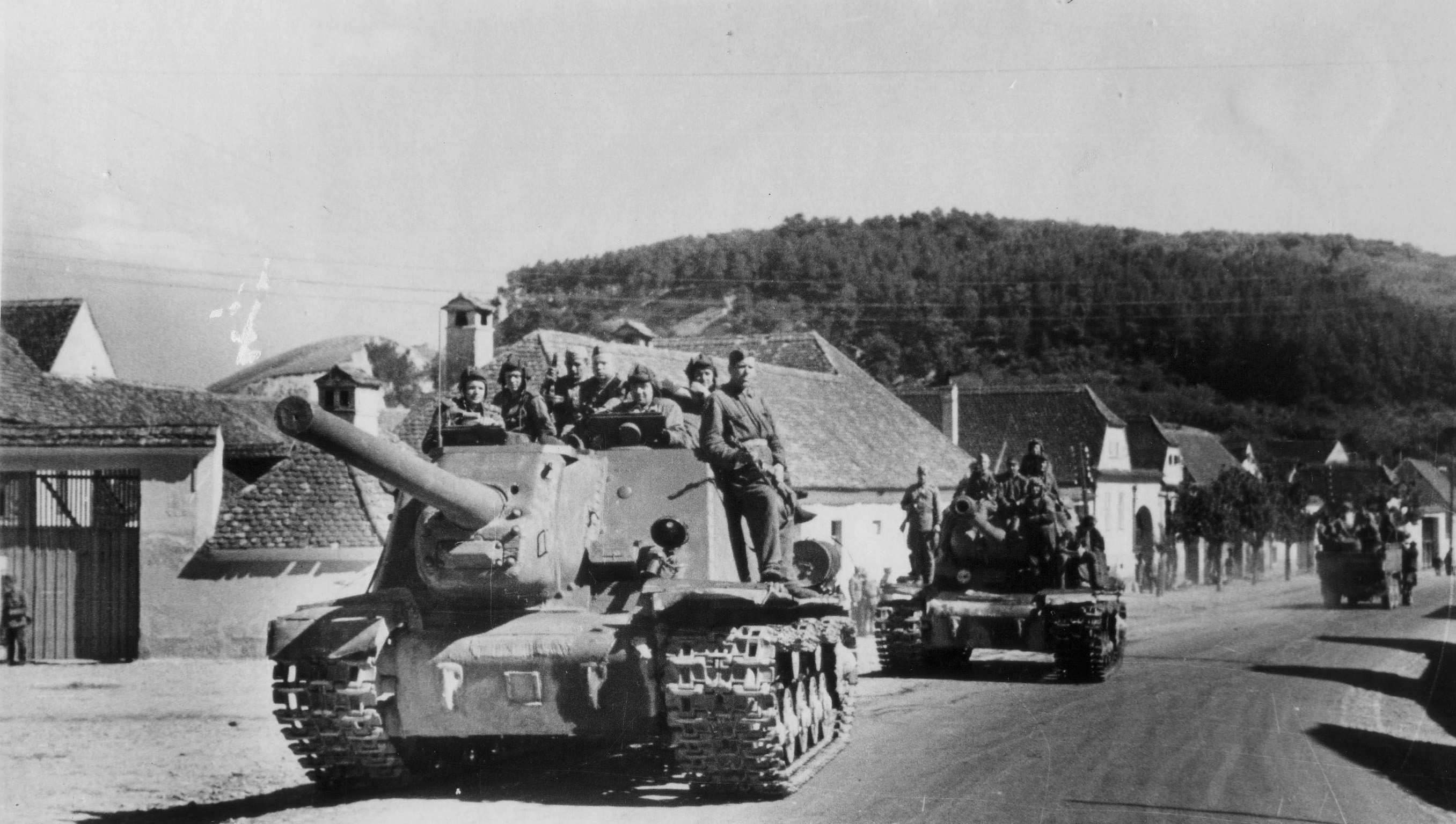
Cannoni semoventi SU-152 sovietici avanzano in Transilvania.

Fin dal 29 agosto, lo Stavka aveva diramato una nuova direttiva che teneva conto della grande vittoria e dei rivolgimenti politici, delineando il piano di operazioni per il 2° e il 3° Fronte ucraino; queste disposizioni prevedevano di liberare rapidamente il resto della Romania e marciare in Bulgaria, in preparazione delle successive offensive in direzione di Budapest e Belgrado; inoltre era prevista la collaborazione con le truppe del 4° Fronte ucraino per liberare l'Ucraina transcarpatica e penetrare in Slovacchia. Le armate dei generali Malinovskij e Tolbuchin avrebbero potuto impiegare anche l'esercito rumeno che dal 6 settembre avrebbe preso parte alle operazioni campali accanto all'Armata Rossa; la 4ª Armata era schierata in difesa del confine rumeno-ungherese, mentre la 1ª Armata si trovava sul confine occidentale e il 4º Corpo d'armata presidiava il confine sudorientale. Nella prima settimana di settembre le forze sovietiche avanzarono senza difficoltà al centro e sull'ala sinistra; il generale Malinovskij raggiunse il 5 settembre, con la 53ª Armata, la 6ª Armata corazzata e la 27ª Armata la regione di Pitești e la città di Turnu Severin, quasi sul confine jugoslava, mentre il generale Tolbuchin arrivò senza incontrare resistenza al confine bulgaro tra Giurgiu e il Mar Nero.
Molto più difficile fu invece l'avanzata sull'ala destra del 2° Fronte ucraino, della 40ª Armata e della 7ª Armata della Guardia; nei Carpazi orientali infatti il comando tedesco stava riorganizzando le sue forze con l'afflusso di divisioni di riserva e il contributo dell'esercito ungherese che schierava otto divisioni della 2ª Armata sul confine della Transilvania. Hitler e l'alto comando tedesco avevano dovuto rassegnarsi alla disfatta in Romania e al cambio di regime a Bucarest; erano state quindi prese misure strategiche di ampia portata per fronteggiare la grave emergenza; fin dalla fine di agosto venne decisa l'evacuazione sistematica della Grecia e il ripiegamento del Gruppo d'armate E del generale Alexander Löhr, mentre il Gruppo d'armate F del generale Maximilian von Weichs avrebbe sbarrato l'accesso alla Jugoslavia e cercato di collegarsi con i resti del Gruppo d'armate Ucraina Sud sconfitto in Romania. Il generale Friessner avrebbe ricevuto importanti rinforzi, tra cui cinque Panzerdivision, per ricostituire un fronte solido sui Carpazi orientali insieme alle unità ungheresi, e difendere l'accesso alla pianura ungherese. Le truppe tedesco-ungheresi sferrarono un primo contrattacco dalla regione di Cluj già all'inizio di settembre contro la 4ª Armata rumena; era l'inizio della lunga e accanita battaglia in Ungheria e Budapest che sarebbe terminata solo nel febbraio 1945.

## Bilancio e conclusione
L'offensiva Iași-Kišinëv fu una delle più pesanti sconfitte subite dalla Germania nella seconda guerra mondiale sia dal punto di vista delle perdite di uomini ed equipaggiamenti che dal punto di vista delle conseguenze strategiche e soprattutto politiche; la Wehrmacht e l'esercito rumeno in pochi giorni persero, a causa di errori di schieramento e della superiorità delle forze sovietiche, la maggior parte delle forze combattenti con oltre 400 000 perdite, tra cui circa 200 000 prigionieri; ingenti furono anche le perdite di armamenti, secondo le fonti sovietiche circa 800 mezzi corazzati e 3 500 cannoni e mortai. Per la prima volta le perdite dell'Armata Rossa furono invece molto inferiori a quelle dei tedeschi e molto basse a paragone delle precedenti, sanguinose battaglie del Fronte orientale; grazie alla rapidità della battaglia, alle capacità delle truppe e dei comandanti e anche per la scarsa resistenza delle forze rumene, i sovietici ebbero solo 67 000 perdite tra morti, feriti e dispersi; le perdite materiali furono di 75 mezzi corazzati e 110 cannoni.

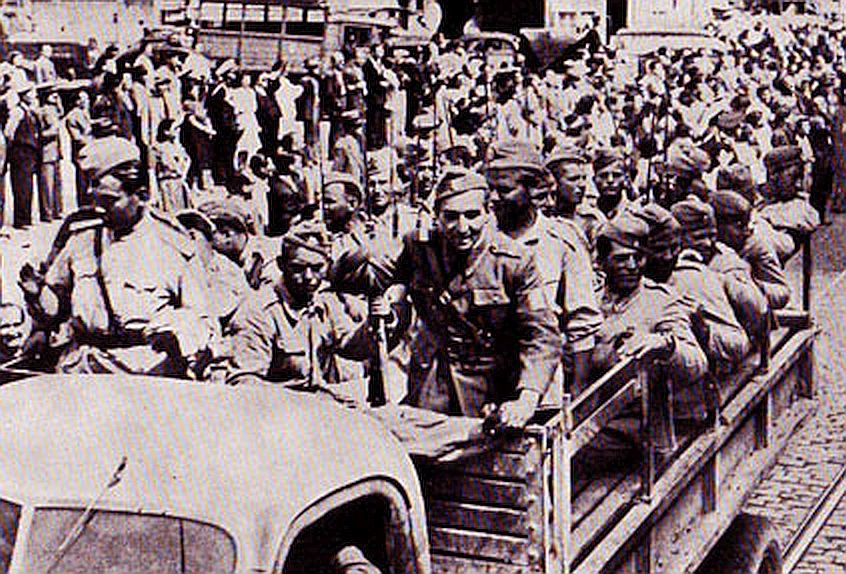
I soldati rumeni della divisione "Tudor Vladimirescu" entrano a Bucarest.

Dal punto di vista della strategia militare, l'offensiva Iași-Kišinëv in poche settimane provocò un cambiamento radicale della situazione operativa nell'intero settore meridionale del Fronte orientale, permettendo all'Armata Rossa di attraversare praticamente senza combattere la Romania, entrare in contatto con la Bulgaria e la Jugoslavia, raggiungere la pianura danubiana e quindi avvicinarsi al cuore dell'Ungheria. Per la Germania la catastrofe ebbe conseguenze gravissime; crollò l'intero sistema di alleanze costruito da Hitler nell'area balcanica, vennero perse le preziose riosrse petrolifere rumene, si aprirono per l'Armata Rossa le vie per penetrare nell'Europa centrale, minacciando potenzialmente l'Austria e la Germania stessa. L'intero equilibrio delle potenze, stabilitosi in queste regioni nel XIX secolo venne completamente sconvolto. Inoltre i piani della cosiddetta "variante balcanica" di Churchill furono vanificati dalla rapida avanzata sovietica dell'estate 1944; il primo ministro dovette affrettarsi ad incontrare Stalin per concordare la divisione delle sfere di influenza, cercando di salvaguardare almeno il potere britannico in Grecia.

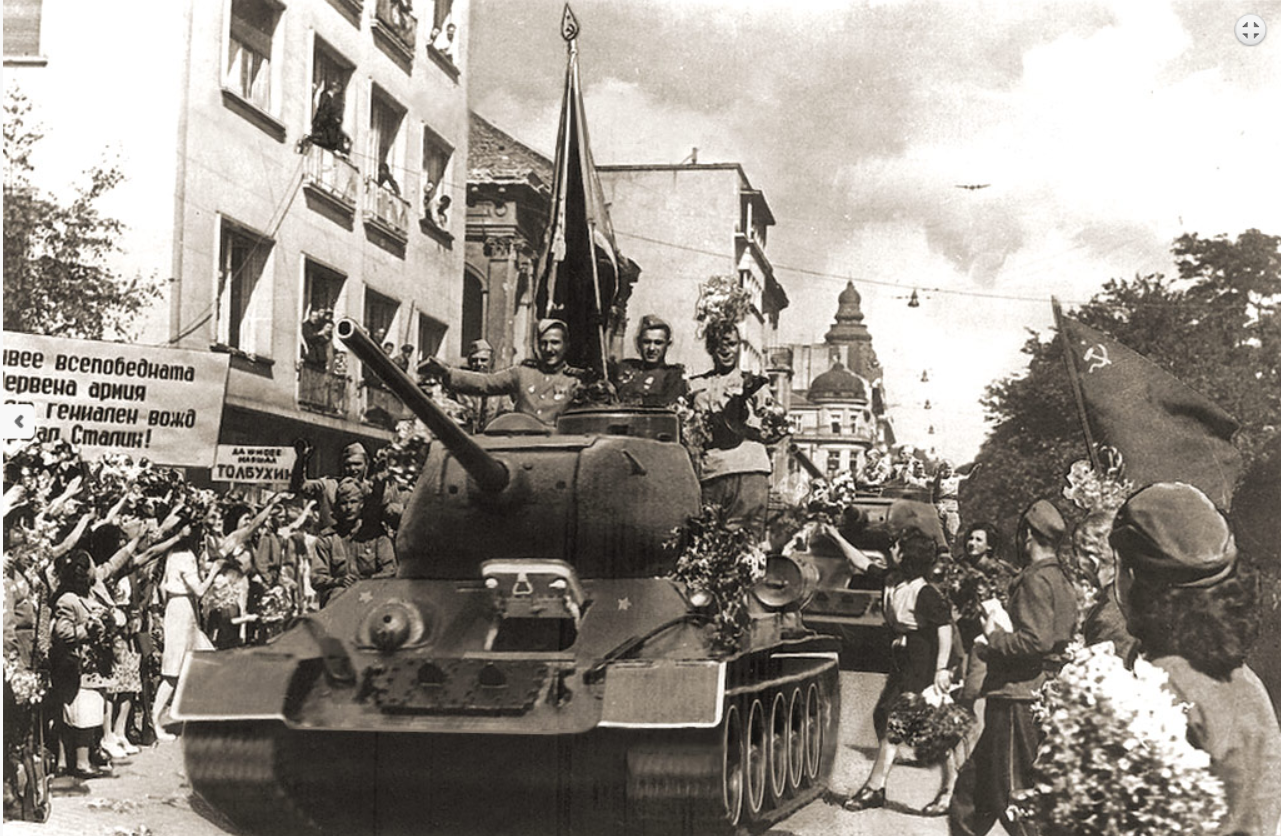
L'Armata Rossa entra a Sofia.

Dal punto di vista politico, la disfatta tedesca in Romania ebbe ugualmente conseguenze decisive, provocando una serie di rivolgimenti con la caduta dei regimi autoritari asserviti alla Germania nazista, e l'ascesa al potere da parte di coalizioni eterogenee che ben presto, grazie alla presenza sul terreno dell'Armata Rossa e alla crescita dei movimenti popolari di sinistra, vennero dominate soprattutto dai partiti comunisti locali, strettamente collegati all'Unione Sovietica. Questi rivolgimenti politici radicali erano del tutto in linea con i progetti politici di Stalin che miravano a costituire una fascia di paesi allineati e alleati per proteggere l'Unione Sovietica da nuove aggressioni e anche estendere il suo potere politico e militare in Europa. Dopo la caduta di Antonescu in Romania, in poche settimane il governo presieduto dal generale Sanatescu, che in un primo momento aveva cercato il sostegno anglo-americano, venne rapidamente soppiantato dal crescente potere dei partiti di sinistra del Fronte nazionale che poi nel marzo 1945 avrebbero costituito, con il sostegno sovietico, un nuovo governo dominato dai comunisti. L'arrivo dei soldati sovietici al confine con la Bulgaria provocò inoltre, all'inizio di settembre, una svolta politica anche in questo paese che, pur non avendo dichiarato guerra all'Unione Sovietica, era stato un fedele alleato della Germania. Stalin decise fin dal 22 agosto di intervenire militarmente e il 5 settembre, nonostante la proclamazione di neutralità bulgara, venne dichiarata la guerra e le armate del generale Tolbuchin invasero la Bulgaria senza incontrare resistenza. L'insurrezione popolare del 9 settembre, guidata dal partito comunista bulgaro, portò alla costituzione di un governo popolare dominato dai comunisti e l'Armata Rossa entrò il 9 settembre 1944 a Sofia accolta festosamente dalla popolazione. La Bulgaria dichiarò guerra alla Germania e l'esercito bulgaro entrò in combattimento accanto all'Armata Rossa e all'esercito rumeno.
I generali Malinovskij e Tolbuchin, entrambi promossi da Stalin al rango supremo di maresciallo dell'Unione Sovietica rispettivamente il 10 e il 12 settembre 1944, in riconoscimento della brillante vittoria nell'offensiva Iași-Kišinëv, avevano quindi completato con pieno successo l'operazione sul fronte rumeno, e ora, rinforzate dagli eserciti rumeno e bulgaro, potevano rapidamente riprendere la loro marcia in Ungheria, in Jugoslavia, in Cecoslovacchia e in Austria, dove avrebbero dovuto ancora combattere molte altre sanguinose battaglie prima della fine della guerra.